# Lista de canções compostas por Taylor Swift
Canções compostas pela cantora e compositora Taylor Swift.

## Musicas

### 2006 - 2010
| Ano  | Artista                            | Musica                                | Álbum                                                     | Letra   | Letra                                          | Produção | Produção       | Ref.  |
| Ano  | Artista                            | Musica                                | Álbum                                                     | Crédito | Com                                            | Crédito  | Com            | Ref.  |
| ---- | ---------------------------------- | ------------------------------------- | --------------------------------------------------------- | ------- | ---------------------------------------------- | -------- | -------------- | ----- |
| 2006 | Taylor Swift                       | Tim McGraw                            | Taylor Swift                                              | Sim     | Liz Rose                                       | Não      | —              | [ 1 ] |
| 2006 | Taylor Swift                       | Picture to Burn                       | Taylor Swift                                              | Sim     | Liz Rose                                       | Não      | —              | [ 1 ] |
| 2006 | Taylor Swift                       | Teardrops on My Guitar                | Taylor Swift                                              | Sim     | Liz Rose                                       | Não      | —              | [ 1 ] |
| 2006 | Taylor Swift                       | A Place in This World                 | Taylor Swift                                              | Sim     | Robert Ellis Orrall e Angelo Petraglia         | Não      | —              | [ 1 ] |
| 2006 | Taylor Swift                       | Cold as You                           | Taylor Swift                                              | Sim     | Liz Rose                                       | Não      | —              | [ 1 ] |
| 2006 | Taylor Swift                       | The Outside                           | Taylor Swift                                              | Sim     | —                                              | Não      | —              | [ 1 ] |
| 2006 | Taylor Swift                       | Tied Together with a Smile            | Taylor Swift                                              | Sim     | Liz Rose                                       | Não      | —              | [ 1 ] |
| 2006 | Taylor Swift                       | Stay Beautiful                        | Taylor Swift                                              | Sim     | Liz Rose                                       | Não      | —              | [ 1 ] |
| 2006 | Taylor Swift                       | Should've Said No                     | Taylor Swift                                              | Sim     | —                                              | Não      | —              | [ 1 ] |
| 2006 | Taylor Swift                       | Mary's Song (Oh My My My)             | Taylor Swift                                              | Sim     | Liz Rose e Brian Dean Maher                    | Não      | —              | [ 1 ] |
| 2006 | Taylor Swift                       | Our Song                              | Taylor Swift                                              | Sim     | —                                              | Não      | —              | [ 1 ] |
| 2006 | Taylor Swift                       | I'm Only Me When I'm with You         | Taylor Swift                                              | Sim     | Robert Ellis Orrall e Angelo Petraglia         | Não      | —              | [ 1 ] |
| 2006 | Taylor Swift                       | Invisible                             | Taylor Swift                                              | Sim     | Robert Ellis Orrall                            | Não      | —              | [ 1 ] |
| 2006 | Taylor Swift                       | A Perfectly Good Heart                | Taylor Swift                                              | Sim     | Brett James e Troy Verges                      | Não      | —              | [ 1 ] |
| 2007 | Taylor Swift                       | Christmases When You Were Mine        | Sounds of the Season: The Taylor Swift Holiday Collection | Sim     | Liz Rose e Nathan Chapman                      | Não      | —              | [ 2 ] |
| 2007 | Taylor Swift                       | Christmas Must Be Something More      | Sounds of the Season: The Taylor Swift Holiday Collection | Sim     | —                                              | Não      | —              | [ 2 ] |
| 2008 | Taylor Swift                       | Beautiful Eyes                        | Beautiful Eyes                                            | Sim     | —                                              | Não      | —              |       |
| 2008 | Taylor Swift                       | I Heart?                              | Beautiful Eyes                                            | Sim     | —                                              | Não      | —              |       |
| 2008 | Hannah Montana                     | You'll Always Find Your Way Back Home | Hannah Montana The Movie                                  | Sim     | Martin Johnson                                 | Não      | —              | [ 3 ] |
| 2008 | Taylor Swift                       | Crazier                               | Hannah Montana The Movie                                  | Sim     | Robert Ellis                                   | Sim      | Nathan Chapman | [ 3 ] |
| 2008 | Taylor Swift                       | Fearless                              | Fearless                                                  | Sim     | Liz Rose, Hillary Lindsey                      | Não      | —              | [ 4 ] |
| 2008 | Taylor Swift                       | Fifteen                               | Fearless                                                  | Sim     | —                                              | Não      | —              | [ 4 ] |
| 2008 | Taylor Swift                       | Love Story                            | Fearless                                                  | Sim     | —                                              | Não      | —              | [ 4 ] |
| 2008 | Taylor Swift                       | Hey Stephen                           | Fearless                                                  | Sim     | —                                              | Não      | —              | [ 4 ] |
| 2008 | Taylor Swift                       | White Horse                           | Fearless                                                  | Sim     | Liz Rose                                       | Não      | —              | [ 4 ] |
| 2008 | Taylor Swift                       | You Belong with Me                    | Fearless                                                  | Sim     | Liz Rose                                       | Não      | —              | [ 4 ] |
| 2008 | Taylor Swift (comColbie Caillat)   | Breathe                               | Fearless                                                  | Sim     | Colbie Caillat                                 | Não      | —              | [ 4 ] |
| 2008 | Taylor Swift                       | Tell Me Why                           | Fearless                                                  | Sim     | Liz Rose                                       | Não      | —              | [ 4 ] |
| 2008 | Taylor Swift                       | You're Not Sorry                      | Fearless                                                  | Sim     | —                                              | Não      | —              | [ 4 ] |
| 2008 | Taylor Swift                       | The Way I Loved You                   | Fearless                                                  | Sim     | John Rich                                      | Não      | —              | [ 4 ] |
| 2008 | Taylor Swift                       | Forever & Always                      | Fearless                                                  | Sim     | —                                              | Não      | —              | [ 4 ] |
| 2008 | Taylor Swift                       | The Best Day                          | Fearless                                                  | Sim     | —                                              | Não      | —              | [ 4 ] |
| 2008 | Taylor Swift                       | Change                                | Fearless                                                  | Sim     | —                                              | Não      | —              | [ 4 ] |
| 2009 | Taylor Swift                       | Jump Then Fall                        | Fearless Platinum Edition                                 | Sim     | —                                              | Não      | —              | [ 5 ] |
| 2009 | Taylor Swift                       | Untouchable                           | Fearless Platinum Edition                                 | Sim     | Cary Barlowe, Nathan Barlowe e Tommy Lee James | Não      | —              | [ 5 ] |
| 2009 | Taylor Swift                       | Come in with the Rain                 | Fearless Platinum Edition                                 | Sim     | Liz Rose                                       | Não      | —              | [ 5 ] |
| 2009 | Taylor Swift                       | Superstar                             | Fearless Platinum Edition                                 | Sim     | Liz Rose                                       | Não      | —              | [ 5 ] |
| 2009 | Taylor Swift                       | The Other Side of the Door            | Fearless Platinum Edition                                 | Sim     | —                                              | Não      | —              | [ 5 ] |
| 2009 | Boys Like Girls (com Taylor Swift) | Two is Better than On                 | Love Dunk                                                 | Sim     | Dave Katz, Martin Johnson e Sam Hollander      | Não      | —              | [ 6 ] |
| 2010 | Taylor Swift                       | Mine                                  | Speak Now                                                 | Sim     | —                                              | Sim      | Nathan Chapman | [ 7 ] |
| 2010 | Taylor Swift                       | Sparks Fly                            | Speak Now                                                 | Sim     | —                                              | Sim      | Nathan Chapman | [ 7 ] |
| 2010 | Taylor Swift                       | Back to December                      | Speak Now                                                 | Sim     | —                                              | Sim      | Nathan Chapman | [ 7 ] |
| 2010 | Taylor Swift                       | Speak Now                             | Speak Now                                                 | Sim     | —                                              | Sim      | Nathan Chapman | [ 7 ] |
| 2010 | Taylor Swift                       | Dear John                             | Speak Now                                                 | Sim     | —                                              | Sim      | Nathan Chapman | [ 7 ] |
| 2010 | Taylor Swift                       | Mean                                  | Speak Now                                                 | Sim     | —                                              | Sim      | Nathan Chapman | [ 7 ] |
| 2010 | Taylor Swift                       | The Story of Us                       | Speak Now                                                 | Sim     | —                                              | Sim      | Nathan Chapman | [ 7 ] |
| 2010 | Taylor Swift                       | Never Grow Up                         | Speak Now                                                 | Sim     | —                                              | Sim      | Nathan Chapman | [ 7 ] |
| 2010 | Taylor Swift                       | Enchanted                             | Speak Now                                                 | Sim     | —                                              | Sim      | Nathan Chapman | [ 7 ] |
| 2010 | Taylor Swift                       | Better than Revenge                   | Speak Now                                                 | Sim     | —                                              | Sim      | Nathan Chapman | [ 7 ] |
| 2010 | Taylor Swift                       | Innocent                              | Speak Now                                                 | Sim     | —                                              | Sim      | Nathan Chapman | [ 7 ] |
| 2010 | Taylor Swift                       | Haunted                               | Speak Now                                                 | Sim     | —                                              | Sim      | Nathan Chapman | [ 7 ] |
| 2010 | Taylor Swift                       | Last Kiss                             | Speak Now                                                 | Sim     | —                                              | Sim      | Nathan Chapman | [ 7 ] |
| 2010 | Taylor Swift                       | Long Live                             | Speak Now                                                 | Sim     | —                                              | Sim      | Nathan Chapman | [ 7 ] |
| 2010 | Taylor Swift                       | Superman                              | Speak Now Deluxe                                          | Sim     | —                                              | Sim      | Nathan Chapman | [ 8 ] |
| 2010 | Taylor Swift                       | Ours                                  | Speak Now Deluxe                                          | Sim     | —                                              | Sim      | Nathan Chapman | [ 8 ] |
| 2010 | Taylor Swift                       | If This Was a Movie                   | Speak Now Deluxe                                          | Sim     | Martin Johnson                                 | Sim      | Nathan Chapman | [ 8 ] |
| 2010 | Taylor Swift                       | Today Was a Fairytale                 | Valentine's Day                                           | Sim     | —                                              | Sim      | Nathan Chapman | [ 9 ] |

### 2011 - 2016
| Ano  | Artista                           | Musica                                  | Álbum                                                   | Letra   | Letra                                              | Produção | Produção                                 | Ref.   |
| Ano  | Artista                           | Musica                                  | Álbum                                                   | Crédito | Com                                                | Crédito  | Com                                      | Ref.   |
| ---- | --------------------------------- | --------------------------------------- | ------------------------------------------------------- | ------- | -------------------------------------------------- | -------- | ---------------------------------------- | ------ |
| 2011 | Taylor Swift (com The Civil Wars) | Safe & Sound                            | The Hunger Games: Songs from District 12 and Beyond     | Sim     | Joy Williams, John Paul White e T-Bone Burnett     | Não      | —                                        | [ 10 ] |
| 2011 | Taylor Swift                      | Eyes Open                               | The Hunger Games: Songs from District 12 and Beyond     | Sim     | —                                                  | Sim      | Nathan Chapman                           | [ 10 ] |
| 2012 | B.o.B (com Taylor Swift)          | Both of Us                              | Strange Clouds                                          | Sim     | Bobby Ray Simmons, Jr.Ammar Malik, Lukasz Gottwald | Não      | —                                        | [ 11 ] |
| 2012 | Taylor Swift                      | State of Grace                          | Red                                                     | Sim     | —                                                  | Sim      | Nathan Chapman                           | [ 12 ] |
| 2012 | Taylor Swift                      | Red                                     | Red                                                     | Sim     | —                                                  | Sim      | Dann Huff, Nathan Chapman                | [ 12 ] |
| 2012 | Taylor Swift                      | Treacherous                             | Red                                                     | Sim     | Dan Wilson                                         | Não      | —                                        | [ 12 ] |
| 2012 | Taylor Swift                      | I Knew You Were Trouble.                | Red                                                     | Sim     | Max Martin, Shellback                              | Não      | —                                        | [ 12 ] |
| 2012 | Taylor Swift                      | All Too Well                            | Red                                                     | Sim     | Liz Rose                                           | Sim      | Nathan Chapman                           | [ 12 ] |
| 2012 | Taylor Swift                      | 22                                      | Red                                                     | Sim     | Max Martin, Shellback                              | Não      | —                                        | [ 12 ] |
| 2012 | Taylor Swift                      | I Almost Do                             | Red                                                     | Sim     | —                                                  | Sim      | Nathan Chapman                           | [ 12 ] |
| 2012 | Taylor Swift                      | We Are Never Ever Getting Back Together | Red                                                     | Sim     | Max Martin, Shellback                              | Não      | —                                        | [ 12 ] |
| 2012 | Taylor Swift                      | Stay Stay Stay                          | Red                                                     | Sim     | —                                                  | Sim      | Nathan Chapman                           | [ 12 ] |
| 2012 | Taylor Swift (com Gary Lightbody) | The Last Time                           | Red                                                     | Sim     | Gary Lightbody e Jacknife Lee                      | Não      | —                                        | [ 12 ] |
| 2012 | Taylor Swift                      | Holy Ground                             | Red                                                     | Sim     | —                                                  | Não      | —                                        | [ 12 ] |
| 2012 | Taylor Swift                      | Sad Beautiful Tragic                    | Red                                                     | Sim     | —                                                  | Sim      | Nathan Chapman                           | [ 12 ] |
| 2012 | Taylor Swift                      | The Lucky One                           | Red                                                     | Sim     | —                                                  | Não      | —                                        | [ 12 ] |
| 2012 | Taylor Swift (com Ed Sheeran)     | Everything Has Changed                  | Red                                                     | Sim     | Ed Sheeran                                         | Não      | —                                        | [ 12 ] |
| 2012 | Taylor Swift                      | Starlight                               | Red                                                     | Sim     | —                                                  | Sim      | Dann Huff e Nathan Chapman               | [ 12 ] |
| 2012 | Taylor Swift                      | Begin Again                             | Red                                                     | Sim     | —                                                  | Sim      | Dann Huff e Nathan Chapman               | [ 12 ] |
| 2012 | Taylor Swift                      | The Moment I Knew                       | Red (Deluxe Edition)                                    | Sim     | —                                                  | Sim      | Nathan Chapman                           | [ 12 ] |
| 2012 | Taylor Swift                      | Come Back... Be Here                    | Red (Deluxe Edition)                                    | Sim     | Dan Wilson                                         | Não      | —                                        | [ 12 ] |
| 2012 | Taylor Swift                      | Girl at Home                            | Red (Deluxe Edition)                                    | Sim     | —                                                  | Sim      | Nathan Chapman                           | [ 12 ] |
| 2012 | Taylor Swift                      | Ronan                                   | Single sem álbum                                        | Sim     | Maya Thompson                                      | Não      | —                                        | [ 13 ] |
| 2013 | Taylor Swift                      | Sweeter Than Fiction                    | One Chance                                              | Sim     | Jack Antonoff                                      | Não      | —                                        | [ 14 ] |
| 2014 | Taylor Swift                      | Welcome to New York                     | 1989                                                    | Sim     | Ryan Tedder                                        | Sim      | Ryan Tedder, Noel Zancanella             | [ 15 ] |
| 2014 | Taylor Swift                      | Blank Space                             | 1989                                                    | Sim     | Max Martin, Shellback                              | Não      | —                                        | [ 15 ] |
| 2014 | Taylor Swift                      | Style                                   | 1989                                                    | Sim     | Max Martin, Shellback e Ali Payami                 | Não      | —                                        | [ 15 ] |
| 2014 | Taylor Swift                      | Out of the Woods                        | 1989                                                    | Sim     | Jack Antonoff                                      | Sim      | Jack Antonoff e Max Martin               | [ 15 ] |
| 2014 | Taylor Swift                      | All You Had to Do Was Stay              | 1989                                                    | Sim     | Max Martin                                         | Não      | —                                        | [ 15 ] |
| 2014 | Taylor Swift                      | Shake It Off                            | 1989                                                    | Sim     | Max Martin, Shellback                              | Não      | —                                        | [ 15 ] |
| 2014 | Taylor Swift                      | I Wish You Would                        | 1989                                                    | Sim     | Jack Antonoff                                      | Sim      | Jack Antonoff, Max Martin e Greg Kurstin | [ 15 ] |
| 2014 | Taylor Swift                      | Bad Blood                               | 1989                                                    | Sim     | Max Martin, Shellback                              | Não      | —                                        | [ 15 ] |
| 2014 | Taylor Swift                      | Wildest Dreams                          | 1989                                                    | Sim     | Max Martin, Shellback                              | Não      | —                                        | [ 15 ] |
| 2014 | Taylor Swift                      | How You Get the Girl                    | 1989                                                    | Sim     | Max Martin, Shellback                              | Não      | —                                        | [ 15 ] |
| 2014 | Taylor Swift                      | This Love                               | 1989                                                    | Sim     | —                                                  | Sim      | Nathan Chapman                           | [ 15 ] |
| 2014 | Taylor Swift                      | I Know Places                           | 1989                                                    | Sim     | Ryan Tedder                                        | Sim      | Ryan Tedder e Noel Zancanella            | [ 15 ] |
| 2014 | Taylor Swift                      | Clean                                   | 1989                                                    | Sim     | Imogen Heap                                        | Sim      | Imogen Heap                              | [ 15 ] |
| 2014 | Taylor Swift                      | Wonderland                              | 1989 (Deluxe)                                           | Sim     | Max Martin, Shellback                              | Não      | —                                        | [ 15 ] |
| 2014 | Taylor Swift                      | You Are in Love                         | 1989 (Deluxe)                                           | Sim     | Jack Antonoff                                      | Sim      | Jack Antonoff e Max Martin               | [ 15 ] |
| 2014 | Taylor Swift                      | New Romantics                           | 1989 (Deluxe)                                           | Sim     | Max Martin, Shellback                              | Não      | —                                        | [ 15 ] |
| 2015 | Taylor Swift (com Kendrick Lamar) | Bad Blood (Remix)                       | Single sem álbum                                        | Sim     | Kendrick Lamar, Max Martin, Shellback              | Não      | —                                        | [ 15 ] |
| 2016 | Calvin Harris (com Rihanna)       | This Is What You Came For               | Single sem álbum}}                                      | Sim     | Calvin Harris                                      | Não      | —                                        | [ 16 ] |
| 2016 | Taylor Swift e Zayn               | I Don't Wanna Live Forever              | Fifty Shades Darker: Original Motion Picture Soundtrack | Sim     | Sam Dew, Jack Antonoff                             | Não      | —                                        | [ 17 ] |

### 2017 - 2021
| Ano  | Artista                                                | Musica                                 | Álbum                                               | Letra   | Letra                                                        | Produção | Produção                      | Ref.   |
| Ano  | Artista                                                | Musica                                 | Álbum                                               | Crédito | Com                                                          | Crédito  | Com                           | Ref.   |
| ---- | ------------------------------------------------------ | -------------------------------------- | --------------------------------------------------- | ------- | ------------------------------------------------------------ | -------- | ----------------------------- | ------ |
| 2017 | Little Big Town                                        | Better Man                             | The Breaker                                         | Sim     | —                                                            | Não      | —                             | [ 18 ] |
| 2017 | Taylor Swift (com Ed Sheeran e Future)                 | End Game                               | Reputation                                          | Sim     | Ed Sheeran, Max Martin, Shellback, Navyadius Wilburn         | Não      | —                             |        |
| 2017 | Taylor Swift                                           | ..Ready for It?                        | Reputation                                          | Sim     | Max Martin, Shellback, Ali Payami                            | Não      | —                             |        |
| 2017 | Taylor Swift                                           | I Did Something Bad                    | Reputation                                          | Sim     | Max Martin, Shellback                                        | Não      | —                             |        |
| 2017 | Taylor Swift                                           | Don't Blame Me                         | Reputation                                          | Sim     | Max Martin, Shellback                                        | Não      | —                             |        |
| 2017 | Taylor Swift                                           | Delicate                               | Reputation                                          | Sim     | Max Martin, Shellback                                        | Não      | —                             |        |
| 2017 | Taylor Swift                                           | Look What You Made Me Do               | Reputation                                          | Sim     | Jack Antonoff, Fred Fairbrass,Richard Fairbrass, Rob Manzoli | Sim      | Jack Antonoff                 |        |
| 2017 | Taylor Swift                                           | So It Goes...                          | Reputation                                          | Sim     | Max Martin, Shellback, Oscar Görres                          | Não      | —                             |        |
| 2017 | Taylor Swift                                           | Gorgeous                               | Reputation                                          | Sim     | Max Martin, Shellback                                        | Não      | —                             |        |
| 2017 | Taylor Swift                                           | Getaway Car                            | Reputation                                          | Sim     | Jack Antonoff                                                | Sim      | Jack Antonoff                 |        |
| 2017 | Taylor Swift                                           | King of My Heart                       | Reputation                                          | Sim     | Max Martin, Shellback                                        | Não      | —                             |        |
| 2017 | Taylor Swift                                           | Dancing with Our Hands Tied            | Reputation                                          | Sim     | Max Martin, Shellback, Oscar Holter                          | Não      | —                             |        |
| 2017 | Taylor Swift                                           | Dress                                  | Reputation                                          | Sim     | Jack Antonoff                                                | Sim      | Jack Antonoff                 |        |
| 2017 | Taylor Swift                                           | This Is Why We Can't Have Nice Things  | Reputation                                          | Sim     | Jack Antonoff                                                | Sim      | Jack Antonoff                 |        |
| 2017 | Taylor Swift                                           | Call It What You Want                  | Reputation                                          | Sim     | Jack Antonoff                                                | Sim      | Jack Antonoff                 |        |
| 2017 | Taylor Swift                                           | New Year's Day                         | Reputation                                          | Sim     | Jack Antonoff                                                | Sim      | Jack Antonoff                 |        |
| 2018 | Sugarland (com Taylor Swift)                           | Babe                                   | Bigger                                              | Sim     | Patrick Monahan                                              | Não      | —                             | [ 19 ] |
| 2019 | Taylor Swift                                           | I Forgot That You Existed              | Lover                                               | Sim     | Louis Bell, Adam Feeney                                      | Sim      | Louis Bell e Frank Dukes      |        |
| 2019 | Taylor Swift                                           | Cruel Summer                           | Lover                                               | Sim     | Jack Antonoff, Annie Clark                                   | Sim      | Jack Antonoff                 |        |
| 2019 | Taylor Swift                                           | Lover                                  | Lover                                               | Sim     | —                                                            | Sim      | Jack Antonoff                 |        |
| 2019 | Taylor Swift                                           | The Man                                | Lover                                               | Sim     | Joel Little                                                  | Sim      | Joel Little                   |        |
| 2019 | Taylor Swift                                           | The Archer                             | Lover                                               | Sim     | Jack Antonoff                                                | Sim      | Jack Antonoff                 |        |
| 2019 | Taylor Swift                                           | I Think He Knows                       | Lover                                               | Sim     | Jack Antonoff                                                | Sim      | Jack Antonoff                 |        |
| 2019 | Taylor Swift                                           | Miss Americana & the Heartbreak Prince | Lover                                               | Sim     | Joel Little                                                  | Sim      | Joel Little                   |        |
| 2019 | Taylor Swift                                           | Paper Rings                            | Lover                                               | Sim     | Jack Antonoff                                                | Sim      | Jack Antonoff                 |        |
| 2019 | Taylor Swift                                           | Cornelia Street                        | Lover                                               | Sim     | —                                                            | Sim      | Jack Antonoff                 |        |
| 2019 | Taylor Swift                                           | Death By a Thousand Cuts               | Lover                                               | Sim     | Jack Antonoff                                                | Sim      | Jack Antonoff                 |        |
| 2019 | Taylor Swift                                           | London Boy                             | Lover                                               | Sim     | Jack Antonoff, Cautious Clay, Mark Anthony Spears            | Sim      | Sounwave e Jack Antonoff      |        |
| 2019 | Taylor Swift (com Dixie Chicks)                        | Soon You'll Get Better                 | Lover                                               | Sim     | Jack Antonoff                                                | Sim      | Jack Antonoff                 |        |
| 2019 | Taylor Swift                                           | False God                              | Lover                                               | Sim     | Jack Antonoff                                                | Sim      | Jack Antonoff                 |        |
| 2019 | Taylor Swift                                           | You Need to Calm Down                  | Lover                                               | Sim     | Joel Little                                                  | Sim      | Joel Little                   |        |
| 2019 | Taylor Swift                                           | Afterglow                              | Lover                                               | Sim     | Louis Bell, Adam Feeney                                      | Sim      | Louis Bell e Frank Dukes      |        |
| 2019 | Taylor Swift (com Brendon Urie do Panic! at the Disco) | Me!                                    | Lover                                               | Sim     | Joel Little e Brendon Urie                                   | Sim      | Joel Little                   |        |
| 2019 | Taylor Swift                                           | It's Nice to Have a Friend             | Lover                                               | Sim     | Louis Bell, Adam Feeney                                      | Sim      | Louis Bell e Frank Dukes      |        |
| 2019 | Taylor Swift                                           | Daylight                               | Lover                                               | Sim     | —                                                            | Sim      | Jack Antonoff                 |        |
| 2019 | Taylor Swift                                           | Christmas Tree Farm                    | Single sem álbum                                    | Sim     | —                                                            | Sim      | Jimmy Napes                   | [ 20 ] |
| 2019 | Taylor Swift                                           | Beautiful Ghosts                       | Cats: Highlights from the Motion Picture Soundtrack | Sim     | Andrew Lloyd Webber                                          | Não      | —                             |        |
| 2020 | Taylor Swift                                           | Only The Young                         | Only The Young: Featured in Miss Americana          | Sim     | Joel Little                                                  | Sim      | Joel Little                   | [ 21 ] |
| 2020 | Taylor Swift                                           | The 1                                  | Folklore                                            | Sim     | Aaron Dessner                                                | Não      | —                             | [ 22 ] |
| 2020 | Taylor Swift                                           | Cardigan                               | Folklore                                            | Sim     | Aaron Dessner                                                | Não      | —                             | [ 22 ] |
| 2020 | Taylor Swift                                           | The Last Great American Dynasty        | Folklore                                            | Sim     | Aaron Dessner                                                | Não      | —                             | [ 22 ] |
| 2020 | Taylor Swift (com Bon Iver)                            | Exile                                  | Folklore                                            | Sim     | Justin Vernon e Joe Alwyn                                    | Não      | —                             | [ 22 ] |
| 2020 | Taylor Swift                                           | My Tears Ricochet                      | Folklore                                            | Sim     | —                                                            | Sim      | Jack Antonoff                 | [ 22 ] |
| 2020 | Taylor Swift                                           | Mirrorball                             | Folklore                                            | Sim     | Jack Antonoff                                                | Sim      | Jack Antonoff                 | [ 22 ] |
| 2020 | Taylor Swift                                           | Seven                                  | Folklore                                            | Sim     | Aaron Dessner                                                | Não      | —                             | [ 22 ] |
| 2020 | Taylor Swift                                           | August                                 | Folklore                                            | Sim     | Jack Antonoff                                                | Sim      | Aaron Dessner                 | [ 22 ] |
| 2020 | Taylor Swift                                           | This Is Me Trying                      | Folklore                                            | Sim     | Jack Antonoff                                                | Sim      | Aaron Dessner                 | [ 22 ] |
| 2020 | Taylor Swift                                           | Illicit Affairs                        | Folklore                                            | Sim     | Jack Antonoff                                                | Sim      | Aaron Dessner                 | [ 22 ] |
| 2020 | Taylor Swift                                           | Invisible String                       | Folklore                                            | Sim     | Aaron Dessner                                                | Não      | —                             | [ 22 ] |
| 2020 | Taylor Swift                                           | Mad Woman                              | Folklore                                            | Sim     | Aaron Dessner                                                | Não      | —                             | [ 22 ] |
| 2020 | Taylor Swift                                           | Epiphany                               | Folklore                                            | Sim     | Aaron Dessner                                                | Não      | —                             | [ 22 ] |
| 2020 | Taylor Swift                                           | Betty                                  | Folklore                                            | Sim     | Joe Alwyn                                                    | Sim      | Aaron Dessner e Jack Antonoff | [ 22 ] |
| 2020 | Taylor Swift                                           | Peace                                  | Folklore                                            | Sim     | Aaron Dessner                                                | Não      | —                             | [ 22 ] |
| 2020 | Taylor Swift                                           | Hoax                                   | Folklore                                            | Sim     | Aaron Dessner                                                | Não      | —                             | [ 22 ] |
| 2020 | Taylor Swift                                           | The Lakes                              | Folklore Deluxe                                     | Sim     | Jack Antonoff                                                | Sim      | Jack Antonoff                 | [ 22 ] |
| 2020 | Taylor Swift                                           | Willow                                 | Evermore                                            | Sim     | Aaron Dessner                                                | Não      | —                             | [ 23 ] |
| 2020 | Taylor Swift                                           | Champagne Problems                     | Evermore                                            | Sim     | Joe Alwyn                                                    | Sim      | Aaron Dessner                 | [ 23 ] |
| 2020 | Taylor Swift                                           | Gold Rush                              | Evermore                                            | Sim     | Jack Antonoff                                                | Sim      | Jack Antonoff                 | [ 23 ] |
| 2020 | Taylor Swift                                           | Tis the Damn Season                    | Evermore                                            | Sim     | Aaron Dessner                                                | Não      | —                             | [ 23 ] |
| 2020 | Taylor Swift                                           | Tolerate It                            | Evermore                                            | Sim     | Aaron Dessner                                                | Não      | —                             | [ 23 ] |
| 2020 | Taylor Swift (com Haim)                                | No Body, No Crime                      | Evermore                                            | Sim     | —                                                            | Sim      | Aaron Dessner                 | [ 23 ] |
| 2020 | Taylor Swift                                           | Happiness                              | Evermore                                            | Sim     | Aaron Dessner                                                | Não      | —                             | [ 23 ] |
| 2020 | Taylor Swift                                           | Dorothea                               | Evermore                                            | Sim     | Aaron Dessner                                                | Não      | —                             | [ 23 ] |
| 2020 | Taylor Swift (com The National)                        | Coney Island                           | Evermore                                            | Sim     | Aaron Dessner, Joe Alwyn e Bryce Dessner                     | Não      | —                             | [ 23 ] |
| 2020 | Taylor Swift                                           | Ivy                                    | Evermore                                            | Sim     | Aaron Dessner e Jack Antonoff                                | Não      | —                             | [ 23 ] |
| 2020 | Taylor Swift                                           | Cowboy like Me                         | Evermore                                            | Sim     | Aaron Dessner                                                | Não      | —                             | [ 23 ] |
| 2020 | Taylor Swift                                           | Long Story Short                       | Evermore                                            | Sim     | Aaron Dessner                                                | Não      | —                             | [ 23 ] |
| 2020 | Taylor Swift                                           | Marjorie                               | Evermore                                            | Sim     | Aaron Dessner                                                | Não      | —                             | [ 23 ] |
| 2020 | Taylor Swift                                           | Closure                                | Evermore                                            | Sim     | Aaron Dessner                                                | Não      | —                             | [ 23 ] |
| 2020 | Taylor Swift (com Bon Iver)                            | Evermore                               | Evermore                                            | Sim     | Joe Alwyn e Justin Vernon                                    | Sim      | Aaron Dessner                 | [ 23 ] |
| 2020 | Taylor Swift                                           | Right Where You Left Me                | Evermore                                            | Sim     | Aaron Dessner                                                | Não      | —                             | [ 23 ] |
| 2020 | Taylor Swift                                           | It's Time to Go                        | Evermore                                            | Sim     | Aaron Dessner                                                | Não      | —                             | [ 23 ] |
| 2021 | Taylor Swift (com Maren Morris)                        | You All Over Me                        | Fearless (Taylor's Version)                         | Sim     | Scooter Carusoe                                              | Sim      | Aaron Dessner                 | [ 24 ] |
| 2021 | Taylor Swift                                           | Mr. Perfectly Fine                     | Fearless (Taylor's Version)                         | Sim     | —                                                            | Sim      | Jack Antonoff                 | [ 24 ] |
| 2021 | Taylor Swift                                           | We Were Happy                          | Fearless (Taylor's Version)                         | Sim     | Christopher Rowe                                             | Sim      | Christopher Rowe              | [ 24 ] |
| 2021 | Taylor Swift (com Keith Urban)                         | That's When                            | Fearless (Taylor's Version)                         | Sim     | Brad Warren, Brett Warren                                    | Sim      | Christopher Rowe              | [ 24 ] |
| 2021 | Taylor Swift                                           | Don't You                              | Fearless (Taylor's Version)                         | Sim     | Tommy Lee James                                              | Sim      | Christopher Rowe              | [ 24 ] |
| 2021 | Taylor Swift                                           | Bye Bye Baby                           | Fearless (Taylor's Version)                         | Sim     | Liz Rose                                                     | Sim      | Christopher Rowe              | [ 24 ] |